# Verdrag van Troyes

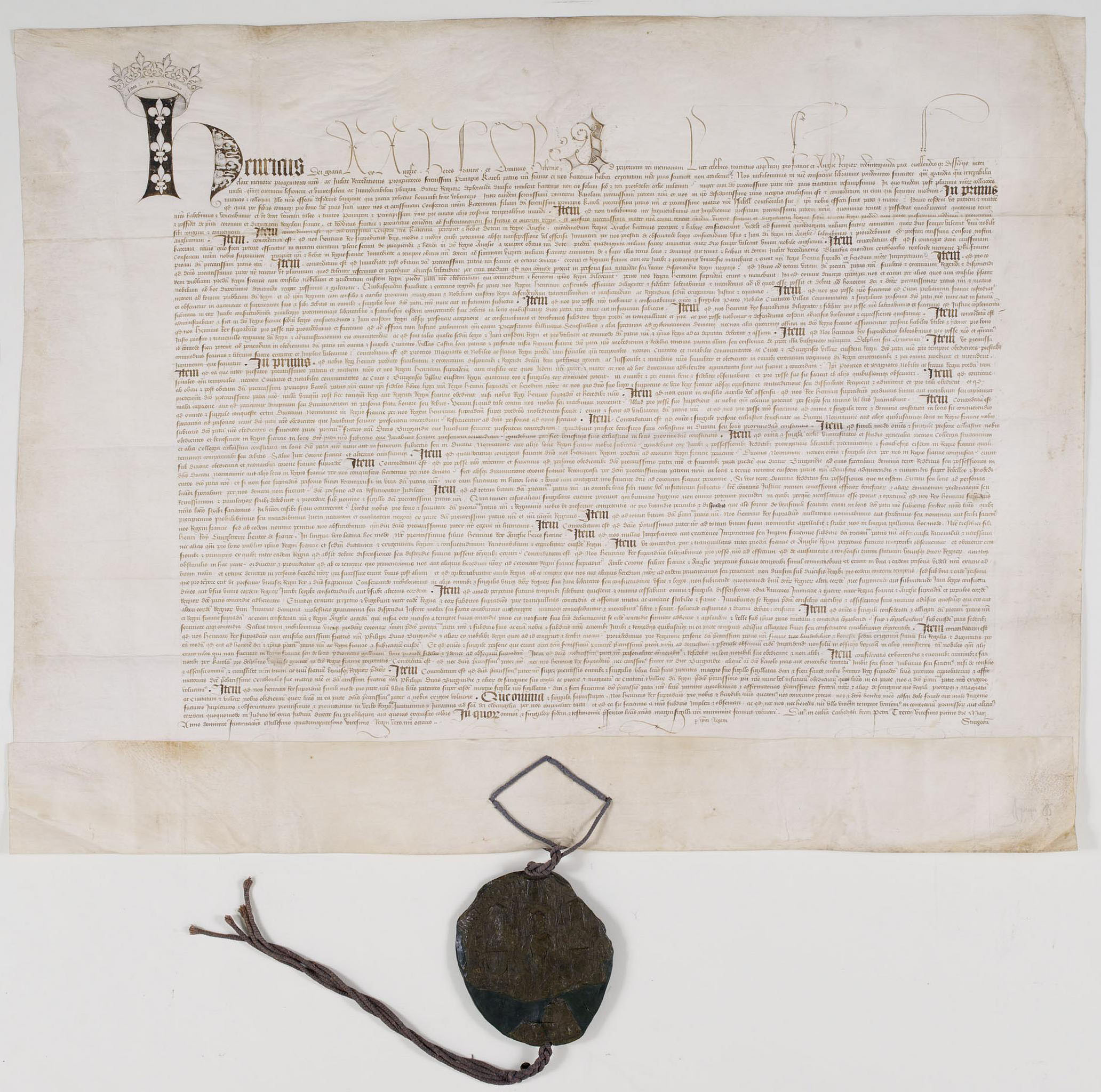
Het Verdrag van Troyes werd ondertekend in de kathedraal van Troyes; het document wordt vandaag bewaard in de Nationaal Archief van Frankrijk.

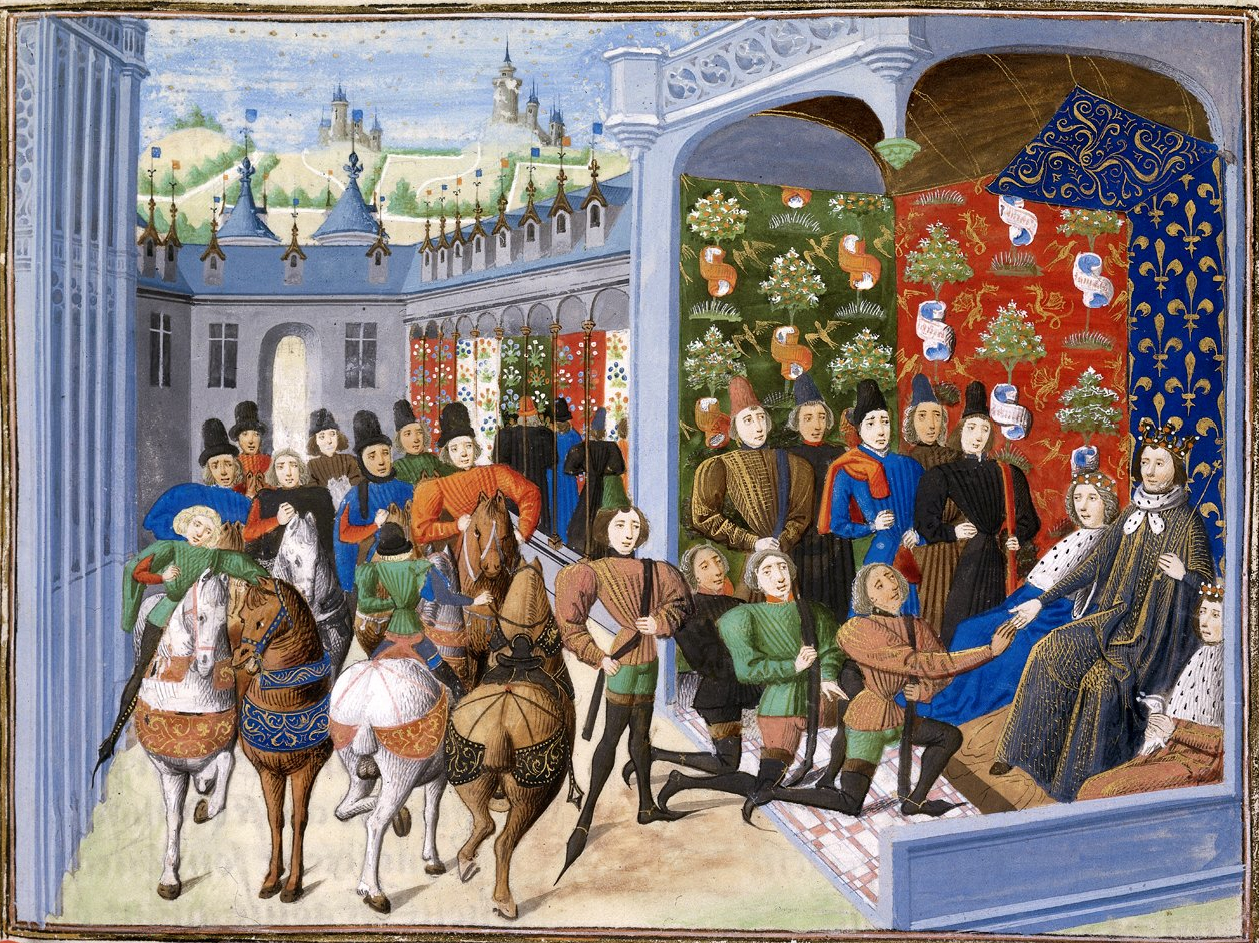
Het Franse koningspaar Karel en Isabella verbleef langdurig in Troyes tijdens de voorbereidingen van het verdrag (1417-1420)

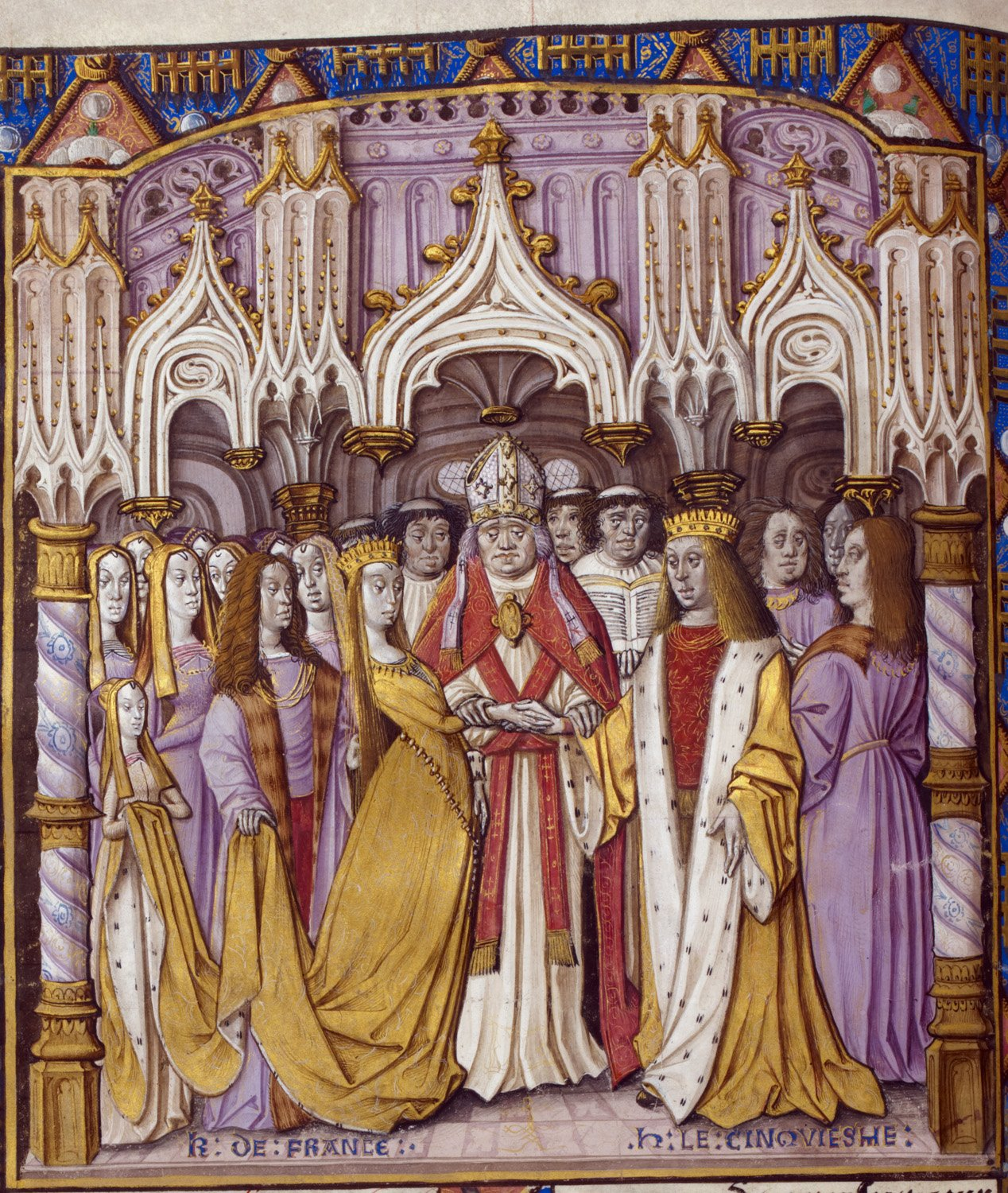
Huwelijk van Henry V en Catharina; de Engelse koning stond zeer dicht bij een unie van de Engelse Kroon met de Franse Kroon

Het Verdrag van Troyes werd ondertekend op 21 mei 1420 tussen de Franse Kroon en de Engelse Kroon.
Frankrijk had zware verliezen geleden bij de Slag bij Azincourt (1415), een veldslag tijdens de Honderdjarige Oorlog. Met het Verdrag van Troyes, ondertekend in de Franse stad Troyes, werd besloten dat Karel VI van Frankrijk, bijgenaamd de Waanzinnige, na zijn dood zou worden opgevolgd door Hendrik V van Engeland. Het verdrag was het dieptepunt voor de Franse Kroon maar tevens het hoogtepunt voor de Engelse Kroon in de Honderdjarige Oorlog.
Het verdrag werd, namens Frankrijk, onderhandeld door Filips de Goede, hertog van Bourgondië, en koningin Isabella van Frankrijk. Koning Karel VI was sinds 1392 niet meer in staat te regeren. De "zogenaamde" dauphin, de toekomstige Karel VII werd van de opvolging uitgesloten "omwille van zijn misdaden"; de moeder van de kroonprins stemde hiermee in.
In uitvoering van het verdrag trouwde Hendrik V op 2 juni 1420 met prinses Catharina, dochter van Karel VI. Toen Hendrik V en Karel VI kort na elkaar stierven in 1422, werd hun zoon, respectievelijk kleinzoon, de tien maanden oude Hendrik VI van Engeland, in Parijs uitgeroepen tot koning van zowel Frankrijk als Engeland.